# جان تیلور
جان تیلور (به انگلیسی: John Taylor) سناتور سابق عضو حزب دموکرات-جمهوری‌خواه بود. وی در سال ۱۸۱۰ تا ۱۸۱۶ میلادی سناتور ایالت کارولینای جنوبی در سنای ایالات متحده آمریکا بود.